# 贞元之盟
贞元之盟是唐朝和回纥在贞元三年（787年）为了联合力量夹攻吐蕃而签订的合作盟约。

## 背景
公元787年，唐朝为应付吐蕃的不测之举，采纳李泌的提议：先和回纥，则吐蕃不敢轻犯边塞；其次招抚南诏蕃王，则切断吐蕃右臂；大食（阿拔斯王朝）在西域最强，它与天竺（印度）诸国都仰慕大唐王朝，其世代与吐蕃为仇，故唐也可将其招抚，以牵制吐蕃。因此，唐政府答应回纥的请婚，并对其提出了五项要求。公元788年，合骨咄禄毗伽可汗遗其妹骨咄禄毘伽公主、官员妻子、宰相及其使节等1000余人，带着可汗的厚礼，到唐朝迎接咸安公主。这是唐朝自建中元年（780年）振武（今内蒙呼和浩特）边官张光晟屠杀回纥使节900余人事件后的一次和解。回纥可汗对能与唐和亲喜出望外，他致信唐朝说：“昔为弟兄，今即子婿。子婿半子也。彼犹父，此犹子也。父若患于西戎，子当遣兵除之。”由于缔结了婚姻，确立了“翁婿之盟”，取代了至德二年（757年）以来的“兄弟之约”。与此同时，回纥又向吐蕃使节责骂了一顿，与吐蕃断绝关系，随后向唐朝皇帝求把“回纥”改称“回鹘”。

## 盟约内容
重点如下：

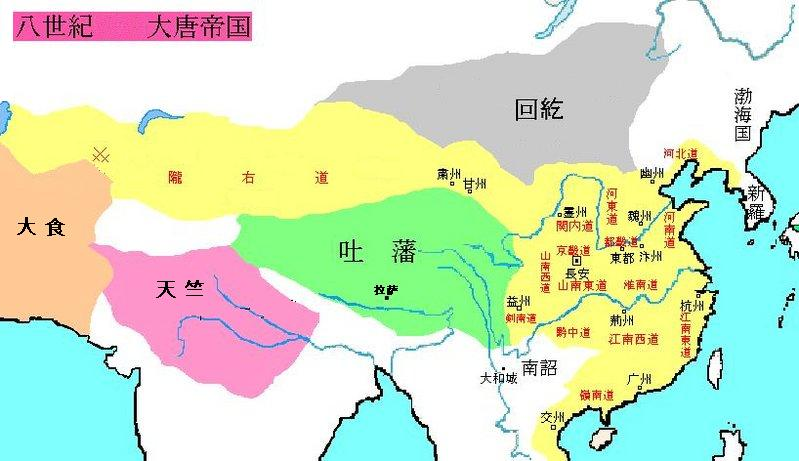
天寶九年（750年）大唐與周邊國家地圖

1. 回纥向唐朝称臣，改至德二年（757年）以来的“兄弟之国”。
2. 回纥可汗为儿，唐朝皇帝为父。
3. 回纥每次对唐派出使节，不可超过200人。
4. 回纥每次向唐朝卖的马匹，不可超过1000匹。
5. 回纥不可携带唐境内的中国人及商胡出塞。